# Ithomia jucunda
Ithomia jucunda är en fjärilsart som beskrevs av Frederick DuCane Godman och Osbert Salvin 1878. Ithomia jucunda ingår i släktet Ithomia och familjen praktfjärilar. Inga underarter finns listade i Catalogue of Life.